# День починається
«День почина́ється» (фр. «Le Jour Se Lève») — фільм режисера Марселя Карне, знятий 1939 року у Франції. За жанром кримінальна драма. Визнаний одним з основних прикладів творчого напряму французького кіно, який отримав назву поетичний реалізм. 1952 року фільм увійшов до десятки найкращих картин світового кінематографу за версією британського журналу Sight & Sound.
Цензура режиму Віші заборонила показ фільму e Франції. Однак, після повторного виходу на екрани 1945 року, фільм здобув широке визнання.

## Сюжет
У висотному будинку відбувається вбивство. З кімнати мансардного поверху виповзає незнайомець і, скотившись на кілька прольотів униз, затихає. На вимогу прибулої поліції відкрити двері, мешканець — Франсуа (Жан Габен), — з прокльонами випускає кілька куль з пістолета через двері. Квартал блокується жандармами. Трохи пізніше з даху протилежного будинку поліцейські обстрілюють кімнату. У темному спотвореному житлі Франсуа згадує попередні події.
Він — простий робітник ливарного заводу, знайомиться з симпатичною продавчинею квітів (Жаклін Лоран), до якої відразу відчуває симпатію. У них багато спільного: схожі імена (дівчину звуть Франсуаза), обидвоє сироти та виросли в притулку. Уже через кілька тижнів їх відносини переростають у дуже близькі. Одночасно Франсуа живе разом з досвідченою та досить вульгарною акторкою на ім'я Клара (Арлетті). Її колишній чоловік — Валентин (Жуль Беррі), дресувальник циркових собак, загадковим чином пов'язаний з Франсуазою. Франсуа викликає Валентина на розмову, і той зізнається, що він батько Франсуази. Молода людина не вірить циркачеві.
Франсуа освідчується в коханні Франсуазі і в той же день оголошує Кларі про розрив відносин. Та приймає це зовні спокійно. Трохи пізніше в квартиру молодої людини вривається Валентин і, не в силах протистояти Франсуа фізично, намагається принизити його морально. Він, явно милуючись собою, повідомляє, що прийшов убити Франсуа, демонструє пістолет. Валентин то трагічно шкодує про минулу молодість, то з брудною іронією двозначно натякає про минуле Франсуази, яка, звичайно, не його дочка. Напруга в кімнаті досягає піку. Франсуа хапає пістолет Валентина і стріляє в нього.
Не ризикуючи увірватися в квартиру через двері, поліція посилає двох жандармів на дах з наказом закидати притулок молодої людини гранатами зі сльозогінним газом. Вони не встигають виконати завдання: Франсуа вистрілив собі в серце.

## В ролях
- Жан Габен — Франсуа
- Жаклін Лоран — Франсуаза
- Арлетті — Клара
- Жуль Беррі — Валентин
- Бернар Бліє — Гастон

## Нагороди
- 1939 — Кубок Муссоліні (номінація), у той період головний приз Венеційського кінофестивалю.

## Робота над фільмом
У фільмі є тільки чотири значущих персонажа, і кожен з них доводить свою роль до досконалості. Як і в попередньому фільмі Карне та Превер «Набережна туманів» (1938), в цій картині знявся Жан Габен, який не тільки став провідним французьким актором того періоду, але й майже знаковою фігурою поетичного реалізму. У тому, що робив Габен в цих фільмах було щось подібне до того, що Джеймс Дін і Марлон Брандо запропонували пізніше в американських фільмах: чуттєвість і пристрасність, що лежало за межами прийнятих театральних прийомів.

## Культурний вплив
1947 року на основі фільму режисер Анатоль Літвак зняв американську версію фільму в стилі нуар під назвою «Довга ніч» (англ. «The Long Night»). Роль Франсуа виконав Генрі Фонда.